# Idiopsar
Idiopsar – rodzaj ptaków z rodziny tanagrowatych (Thraupidae).

## Występowanie
Rodzaj obejmuje gatunki występujące w Ameryce Południowej.

## Morfologia
Długość ciała 15–19 cm, masa ciała 35,4–43 g.

## Systematyka

### Etymologia
Greckie ἴδιος ídios – „szczególny, odrębny”; ψάρ, ψαρός psár, psarós – „szpak”. W ornitologii psar oznacza również gatunki ptaków z rodziny kacykowatych (Icteridae), uważanych dawniej za konspecyficzne ze szpakami (Sturnidae).

### Podział systematyczny
Do rodzaju należą następujące gatunki:
- Idiopsar speculifer (d’Orbigny & Lafresnaye, 1838) – punańczyk białoskrzydły
- Idiopsar brachyurus Cassin, 1867 – punańczyk szary
- Idiopsar dorsalis (Cabanis, 1883) – punańczyk rdzawogrzbiety
- Idiopsar erythronotus (Philippi,RA,Sr. & Landbeck, 1861) – punańczyk białobrody